# Partit Comunista Israelià
El Partit Comunista Israelià o Maki (hebreu: מק"י‎, acrònim de ha-Miflagà ha-Qomunístit ha-Yisraelit, en hebreu: המפלגה הקומוניסטית הישראלית‎; àrab: الحزب الشيوعي الاسرائيلي, al-Ḥizb ax-Xuyūʿī al-ʿIsrāʾīlī) és un partit polític d'Israel d'ideologia comunista. Actualment està integrat en la coalició Hadaix.

## El primer partit comunista israelià (1947-1965)
Maki és un descendent del Partit Comunista de Palestina (PCP), que va canviar el seu nom a MAQEY (Partit Comunista d'Eretz Israel), després de consumar-se la partició el 1947, i després a Maki. Els membres de la Lliga d'Alliberament Nacional de Palestina, partit àrab escindit del PCP el 1944, va tornar a Maki l'octubre de 1948, admitint al partit tant a jueus com àrabs d'Israel. També es va fer càrrec de la publicació de dos diaris comunistes, Kol ha'Am (en hebreu) i Al-Ittihad (àrab). El partit no era sionista, però va reconèixer Israel, encara que es va negar el vincle entre l'Estat i la diàspora jueva, i va afirmar el dret dels palestins per formar un Estat, de conformitat amb la resolució de la Nacions Unides sobre la partició. El partit va formar part del Moviment Comunista Mundial i era un partidari incondicional de la Unió Soviètica.
A les primeres eleccions a la Kenésset de 1949 el partit va obtenir el 3,5% dels vots i quatre escons, que van ser ocupats per Shmuel Mikunis, Eliezer Preminger, Tawfik Toubi i Meir Vilner. Durant la sessió, Preminger abandonà el partit i establí Comunistes Hebreus abans d'incorporar-se a Mapam.
A les eleccions de 1951 Maki va obtenir un 4% dels vots i cinc escons, amb Emil Habibi i Esther Vilenska a la Kenésset. Durant la sessió, el Judicis de Praga de 1952 van provocar que el sionista socialista i pro-soviètic Mapam trenqués amb la Unió Soviètica. Descontents per la decisió, els membres de Mapam Avraham Berman i Moshe Sneh deixaren Mapam i van crear la Facció Esquerrana abans d'unir-se a Maki. El partit també va estar involucrat en la caiguda del cinquè govern de Moshe Sharett, quan ells i Herut interposaren una moció de censura sobre la posició del govern en el judici de Malkiel Gruenwald, qui havia acusat Israel Kastzner de col·laborar amb els nazis.
A les eleccions de 1955 el partit va augmentar a sis escons a la Kenésset. El 1958 es va posar en marxa un diari en polonès, Walka. No obstant això, a les eleccions de 1959 van perdre posicions i es quedaren amb només tres escons.
Durant la campanya electoral de les eleccions de 1961 es va veure afavorit per la participació de la coalició governant en l'afer Lavon i va guanyar cinc escons. Tanmateix, el 1965 es produïren desacords interns que provocaren la divisió entre un grup, en gran part jueus, dirigit per Moshe Sneh, que reconeix el dret d'Israel a existir i que cada com és més crític amb la postura anti-israeliana de la Unió Soviètica, i un grup d'àrabs d'Israel cada vegada més antisionistes. La facció de Sneh va retenir el nom de Maki, mentre que la facció pro-palestina (Tawfik Toubi i Meir Vilner) el va deixar de formar Rakah, reconegut per la Unió Soviètica com a Partit Comunista "oficial". En els mitjans soviètics es va informar que el grup Mikunis-Sneh s'havia passat al bàndol nacionalista-burgès.

## Maki(1965-1977)
A les eleccions de 1965 Rakah i Maki es van presentar per separat: Rakah va obtenir 3 escons i Maki només un. Aquest resultat es va repetir a les eleccions de 1969, tot i que el partit va donar suport a la Guerra dels Sis Dies. A les eleccions de 1973 es va presentar amb el partit pacifista Moked, que només va obtenir un escó. A les de 1977 formà part del Camp d'Esquerra d'Israel i a les de 1981 va fusionar-se amb el Rats.

## Rakah(1965-1977)
El sector prosoviètic (Emile Habibi, Tawfik Toubi i Meir Vilner) va formar el Rakah (hebreu: רק"ח acrònim de רשימה קומוניסטית חדשה, Reiximà Qomunístit Hadaixa, Nou Partit Comunista), que a les eleccions de 1965 i 1969 va obtenir 3 escons. La seva oposició al sionisme i a la Guerra del Sis Dies va provocar que fos exclòs del govern d'unitat nacional. Tot i això, a les eleccions de 1973 va obtenir 4 escons.
A les eleccions legislatives d'Israel de 1977 va formar una coalició amb altres partits d'esquerra i palestins, anomenada Hadaix. El 1989 van decidir recuperar el nom antic del partit, Maki. Actualment és la força principals dins el grup Hadaix i continua posseint el diari Al-Ittihad.

## Resultats electorals
| Any      | Líder               | Votes          | %              | Pos. | Escons  | +/– | Govern        |
| -------- | ------------------- | -------------- | -------------- | ---- | ------- | --- | ------------- |
| 1965     | Meir Vilner         | 27,413         | 2.27           | Nou  | 3 / 120 | 3   | Oposició      |
| 1969     | Meir Vilner         | 38,827         | 2.84           | 7è   | 3 / 120 | =   | Oposició      |
| 1973     | Meir Vilner         | 53,353         | 3.41           | 6è   | 4 / 120 | 1   | Oposició      |
| 1977     | Meir Vilner         | Dins de Hadaix | Dins de Hadaix | 5è   | 4 / 120 | =   | Oposició      |
| 1981     | Meir Vilner         | Dins de Hadaix | Dins de Hadaix | = 5è | 3 / 120 | 1   | Oposició      |
| 1984     | Meir Vilner         | Dins de Hadaix | Dins de Hadaix | = 5è | 3 / 120 | =   | Oposició      |
| 1988     | Meir Vilner         | Dins de Hadaix | Dins de Hadaix | 7è   | 3 / 120 | =   | Oposició      |
| 1992     | Tawfiq Ziad         | Dins de Hadaix | Dins de Hadaix | 8è   | 2 / 120 | 1   | Suport extern |
| 1996     | Ahmad Sa'd          | Dins de Hadaix | Dins de Hadaix | 7è   | 2 / 120 | =   | Oposició      |
| 1999     | Mohammad Barakeh    | Dins de Hadaix | Dins de Hadaix | 12è  | 3 / 120 | 1   | Oposició      |
| 2003     | Mohammad Barakeh    | Dins de Hadaix | Dins de Hadaix | 9è   | 2 / 120 | 1   | Oposició      |
| 2006     | Mohammad Barakeh    | Dins de Hadaix | Dins de Hadaix | 11è  | 2 / 120 | =   | Oposició      |
| 2009     | Mohammad Barakeh    | Dins de Hadaix | Dins de Hadaix | 9è   | 3 / 120 | 1   | Oposició      |
| 2013     | Mohammad Barakeh    | Dins de Hadaix | Dins de Hadaix | 10è  | 3 / 120 | =   | Oposició      |
| 2015     | Aida Touma-Suleiman | Dins de Hadaix | Dins de Hadaix | 3r   | 4 / 120 | 1   | Oposició      |
| Abr 2019 | Aida Touma-Suleiman | Dins de Hadaix | Dins de Hadaix | 5è   | 3 / 120 | 1   | Oposició      |
| Set 2019 | Aida Touma-Suleiman | Dins de Hadaix | Dins de Hadaix | 3r   | 4 / 120 | 1   | Oposició      |
| 2020     | Aida Touma-Suleiman | Dins de Hadaix | Dins de Hadaix | = 3r | 4 / 120 | =   | Oposició      |
| 2021     | Aida Touma-Suleiman | Dins de Hadaix | Dins de Hadaix | 10è  | 2 / 120 | 2   | Oposició      |
| 2022     | Aida Touma-Suleiman | Dins de Hadaix | Dins de Hadaix | 12è  | 2 / 120 | =   | Oposició      |